# Яков Светослав
Яков Светослав е български деспот от руски произход, самостоятелен феодален владетел в Северозападна България от втората половина на XIII век.

## Биография
След татарското нашествие в руските княжества (1240 г.) множество руски аристократи търсят спасение в България. Сред тях е потомъкът на киевските князе Яков Светослав. Иван Асен II го прави управител на област в Западна Стара Планина. Историческите извори дават основание да се смята, че владенията на деспота са се намирали в Северозападна България. По тях не е възможно да се определят точните им граници. Васил Златарски смята, че той е наследил владенията на Ростислав Михайлович. В съвременната историческа наука понякога се сочи като негова резиденция Видин. Няма научни доказателства за това предположение. Находките на старобългарски монети внасят допълнителни неясноти. Всички монети на Яков Светослав са открити в Североизточна България: Търново, Червен, Овеч, Шумен, Търговище, Дръстър, остров Пъкуюл луй Соаре (сега в Румъния), но това може да се дължи на участие на отряди на деспота в бойни действия в тези области или на засилен търговски обмен с тези области. 
След смъртта на могъщия цар настъпва период на оспорване на властта, от страна на потомците и роднините му и отслабване на държавата и на чуждестранни нашествия, включително и нападения, от страна на монголо-татарите. От това се възползват много от едрите феодали, за да извоюват по-голяма самостоятелност или дори да предявят претенции към българската корона. През 1256 – 1257 г. Яков Светослав подкрепя болярина Константин Асен, владетел на Скопие, в борбата му за търновския трон срещу другия претендент Мицо Асен, съпруг на Иван-асеновата дъщеря Мария Асенина, който за известно време успява да го заеме, преди да бъде изместен и прогонен от противника си. Около 1258 – 1259 г. руският велможа се жени за една от дъщерите на Теодор II Ласкарис и Елена Асенина, дъщеря на Иван Асен II. Този брак го сродява с цар Константин Асен, женен за друга внучка на Иван Асен II, Ирина, който привлича Яков Светослав на своя страна, като му дава титлата деспот. Васил Златарски приема, че тя е награда за помощта на Светослав срещу опитите на унгарския престолонаследник Стефан да откъсне част от северозападните български земи. Съществува и предположение, че е получена от малолетния Йоан IV Дука Ласкарис с цел да се насърчат амбициите на болярина за българския престол. Една свада между деспота и Константин Асен би била от полза за Византия с оглед на опитите на царя да сформира анти-византийска коалиция. Войната от 1262 — 1263 г. с империята е неуспешна за България и Яков Светослав преориентира своята политика. Той влиза във васални отношения с Унгария, като в същото време не му е чужда мисълта за короната на българските царе, подкрепена с брака му с потомка на Иван Асен II. Израз на амбициите му е титлата „Яков деспот цар“, с която е споменат в Боянския и Погановския поменици. Сече и собствени билонни монети.
През 1264 г., възползвайки се от гражданската война между унгарския крал Бела IV и престолонаследника Стефан V, Яков Светослав отново преминава на страната на Константин Асен. През 1265 г. когато царят предприема съвместния си поход с хан Берке, вожд на Златната орда, срещу Византия, деспотът нахлува в Северинския банат. В отговор, през 1266 г. унгарският крал напада България. Унгарските войски завземат Видин, Оряхово и Плевен. Деспотът е принуден отново да се признае за унгарски васал. Към 1273 г. Яков Светослав се чувства достатъчно силен и отхвърля зависимостта си от Унгария. По това време тежко болният Константин Асен, станал известен като Тих, играе все по-маловажна роля в собственото си царство, чиято политика сега е в ръцете на царица Мария Палеологина, потомка на Кантакузините и племенница на василевса на възстановената Византийска империя. За да възпре домогванията на Яков към властта, царицата му предлага да го осинови, което според тогавашните разбирания е възможно, въпреки че той е доста по-възрастен от нея. През 1275 г. деспотът пристига в Търново и на тържествена церемония е обявен от патриарх Игнатий за втори неин син и брат на сина ѝ Михаил. Скоро след като се връща във владенията си, той умира - според хрониста Георги Пахимер, понеже е отровен от Мария..

## Преписът на „Зонара“ и писмото до архиепископ Кирил
По молба на киевския архиепископ Кирил III, Яков Светослав се обръща към българския патриарх Йоаким II с желанието в Търново да бъде направен препис на „Зонара“ („Кръмчая книга“). Преписът е осъществен през 1262 г. от монаха Йоан Драгослав „по повеля и със заплащането на великия господин Яков Светослав, деспот български“, както се заявява в препис на съхранените копия. Важен документ е писмото на деспота до киевския архиепископ, придружило ценния препис.

## Брак и потомство
Според Пламен Павлов от брака си с внучката на Иван Асен II Яков Светослав има дъщеря на име Мария, първата съпруга на цар Георги I Тертер и майка на цар Тодор Светослав, която според историка е и свързващото звено между династиите на Асеневци и Тертеровци.